# Podorabie
Podorabie – część wsi Wólka Terechowska w Polsce położona w województwie podlaskim, w powiecie hajnowskim, w gminie Czeremcha.
W latach 1975–1998 miejscowość administracyjnie należała do województwa białostockiego.